# Gabriele Amorth

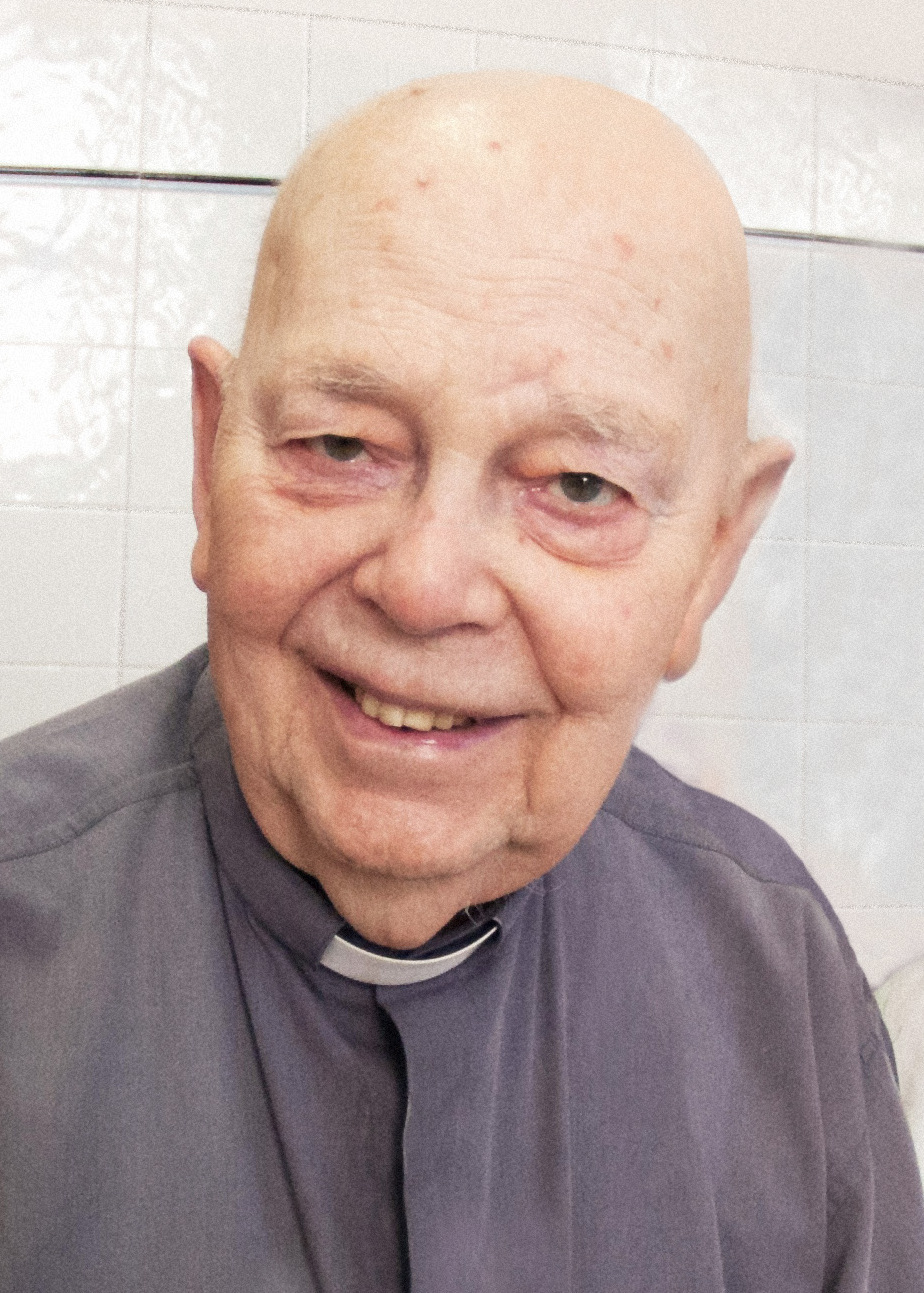
Gabriele Amorth (2013)

Gabriele Amorth SSP (* 1. Mai 1925 in Modena; † 16. September 2016 in Rom) war ein italienischer römisch-katholischer Priester und Exorzist. Er war ab 1986 Exorzist der Diözese Rom. Von 1994 bis 2000 war Amorth Vorsitzender und anschließend Ehrenvorsitzender der Internationalen Exorzistenvereinigung (kurz: AIE).

## Leben
Amorth beteiligte sich als Hauptmann am Zweiten Weltkrieg und wurde mit dem Kriegskreuz für militärische Tapferkeit ausgezeichnet. Er kämpfte im Widerstand gegen die Faschisten.
1947 promovierte er zum Doktor der Rechtswissenschaft und trat der Gesellschaft vom hl. Apostel Paulus bei. Im Jahr 1951 empfing er in Rom das Sakrament der Priesterweihe. Gabriele Amorth arbeitete daraufhin als Journalist und wurde Herausgeber der marianischen Monatsschrift Madre di Dio.
Im Jahre 1986 wurde er zum Exorzisten der Diözese Rom ernannt. In zahlreichen Büchern sowie Artikeln und Interviews in Zeitungen, Radio und Fernsehen macht sich Gabriele Amorth für eine stärkere Beachtung des Themas Exorzismus stark. Auf seine Initiative hin stieg die Anzahl der italienischen Exorzisten auf über dreihundert. 1994 wurde Amorth zum Präsidenten der Internationalen Vereinigung der Exorzisten gewählt. Er hatte dieses Amt bis 2000 inne und war anschließend bis zu seinem Tod Ehrenvorsitzender.
Im September 2016 erlag Amorth im Alter von 91 Jahren einem Lungenleiden. Die Begräbnisfeier in der Kirche Santa Maria Regina degli Apostoli alla Montagnola wurde vom damaligen Weihbischof Augusto Paolo Lojudice geleitet.

## Arbeit und Ansichten als Exorzist
Gabriele Amorth war Schüler von Pater Candido Amantini (1914–1992) vom Passionistenorden (CP), der von 1961 bis zu seinem Tod 1992 Exorzist der Diözese Rom war.
Amorth berief sich auf biblische Texte wie Lk 9,1 , um die reale und nicht nur sinnbildliche Existenz von Dämonen und den Auftrag der Christen, dieselben auszutreiben, zu belegen. Er betonte dabei den Unterschied zwischen christlichen Exorzisten oder Befreiungsgebeten und magischen oder heidnischen Praktiken. Als oftmalige Ursache von Besessenheit nannte er die Beschäftigung mit Okkultismus durch Pendeln, Totenbeschwörung oder Kartenlegen sowie das Aufsuchen von Wahrsagern und Magiern, wobei er ausdrücklich nicht zwischen „weißer“ und „schwarzer“ Magie unterschied, sondern beides als gefährlich, da nicht göttlichen Ursprungs, betrachtete.
Amorth geißelte in seinen Büchern den selbst unter Priestern heute oftmals fehlenden Glauben an die reale Existenz des Satans und der Dämonen: „Wer nicht an den Teufel glaubt, glaubt nicht an das Evangelium“ (Zitat von Papst Johannes Paul II.). Amorth beklagte, wie die römisch-katholische Kirche die von Besessenheit betroffenen Menschen heute im Stich lasse. Zugleich aber betonte er, dass der Exorzismus nur zehn Prozent der Wirkung ausmache und 90 Prozent müsse der Betroffene durch ein lebendiges Glaubensleben selbst wirken.
Die 1999 geänderten Richtlinien für einen Exorzismus, bei der der Vatikan empfahl, eine mögliche Besessenheit nicht nur genau zu überprüfen, sondern sich unter Umständen auch mit Medizinern und Psychiatern abzustimmen, kritisierte er: Das sei so, als wolle man „den Teufel mit einer ungeladenen Waffe bekämpfen“. Zudem gab er zu Protokoll, er unterhalte sich täglich mit dem Teufel, wobei er Latein spreche, der Teufel aber italienisch.
Zu seiner Exorzistentätigkeit äußerte er sich im Januar 2008 gegenüber dem Vatican Magazin so:

„Ich sage allen, sie sollen zuerst die Ärzte und Psychologen um Rat fragen. Denn in den allermeisten Fällen gibt es psychische oder physische Ursachen, natürliche Ursachen wie Schizophrenie, Hysterie […] Der Psychiater sagt, ob es sich um Symptome einer psychischen Krankheit handelt.“

Er behauptete Anfang 2010, bislang etwa 70.000 erfolgreiche Exorzismen durchgeführt zu haben. Den indischen Guru Sai Baba hielt Amorth für den „erstgeborenen Sohn Satans“. Außerdem hielt er sowohl die Praxis von Yoga als auch das Lesen von Harry-Potter-Romanen für satanisch.
Nach dem Rücktritt von Papst Benedikt XVI. dankte Amorth dem scheidenden Kirchenoberhaupt. Bei einer Audienz habe Benedikt XVI. „Exorzisten aus aller Welt“ empfangen und ihnen „große Ermutigung“ gegeben, er habe „wirkungsvolle Gebete zur Teufelsaustreibung geschenkt“. Bereits vor seiner Wahl zum Papst habe er als Kardinal die Kirche so reformiert, dass „die Front im Kampf gegen Satan“ gestärkt worden sei.
Amorth warnte Papst Franziskus vor einem Anschlag auf sein Leben: Mit seinem Eintreten für eine „arme Kirche“ würde er, ebenso wie sein unter ungeklärten Umständen verstorbener Vorgänger Johannes Paul I., die Freimaurer herausfordern. Im Mai 2012 stellte Gabriele Amorth eine neue Möglichkeit bezüglich der 1983 verschwundenen vatikanischen Bürgerin Emanuela Orlandi in den Raum. Er beschuldigte eine Gruppe, zu der auch Angestellte der Polizei des Vatikanstaates und ausländische Diplomaten gehörten, das Mädchen entführt und für Partys sexuell ausgebeutet zu haben. Später, so Amorth, sei sie ermordet und ihre Leiche beseitigt worden.
Mit Dekret vom 13. Juni 2014 von Papst Franziskus wurde die Internationale Vereinigung der Exorzisten (AIE) von der Kongregation für den Klerus als kanonisches Rechtssubjekt anerkannt. Dem Verein gehören etwa 250 Exorzisten aus 30 Ländern an. Er hat nun den kirchenrechtlichen Status eines privaten Vereins von Gläubigen.
Zur Verbreitung seiner Auffassungen bediente er sich verschiedenster Medien und betrieb u. a. auch eine eigene Facebook-Seite, die er „Der letzte Exorzist“ betitelte.

## Veröffentlichungen (Auswahl)
- Ein Exorzist erzählt. (Originaltitel: Un esorcista racconta. übersetzt von Maria von Camminetz), 5. Auflage. Christiana, Stein am Rhein 2006, ISBN 3-7171-1045-4. (deutsche Erstausgabe bei Kral, Abensberg 1993, ISBN 3-87442-045-0).
- Neue Berichte eines Exorzisten. (Originaltitel: Nuovi racconti di un esorcista. übersetzt von Franz Müller), Christiana, Stein am Rhein 2008, ISBN 978-3-7171-1067-5.
- Exorzisten und Psychiater. (Originaltitel: Esorcisti e psichiatri. übersetzt von Reinhold Ortner und Maria Ortner) Christiana, Stein am Rhein 2002, ISBN 3-7171-1092-6 (Anhang: Das neue Römische Rituale über Exorzismus).
- Pater Pio. Lebensgeschichte eines Heiligen. (Originaltitel: Padre Pio - breve storia di un Santo, übersetzt von Franz Müller), 3. Auflage. Christiana, Stein am Rhein 2008 (deutsche Erstausgabe 2002), ISBN 978-3-7171-1108-5.
- Memoiren eines Exorzisten: Mein Kampf gegen Satan. Gabriele Amorth im Gespräch mit Marco Tosatti. (Originaltitel: Memorie di un Esorcista. übersetzt von Carl Franz Müller), Christiana, Stein am Rhein 2013, ISBN 978-3-7171-1227-3.

## Verfilmung
Basierend auf den Memoiren von Gabriele Amorth entstand der US-amerikanische Horrorfilm The Pope’s Exorcist, der am 6. April 2023 in die deutschen Kinos kam. Russell Crowe übernahm die Hauptrolle.